# Șuica, Olt
Șuica este un sat ce aparține orașului Scornicești din județul Olt, Muntenia, România. În 1888 s-a născut Lixandrina Badea (ulterior Ceaușescu), mama lui Nicolae.
 Acest articol despre o localitate din județul Olt este deocamdată un ciot. Puteți ajuta Wikipedia prin completarea lui.

Sat de o frumusețe rară cu păduri verzi de foioase, străbătut de râul Cungrea și cu celebrul copac,Tecul de la Ionicesti.